# 北海道道762号平羽幌線

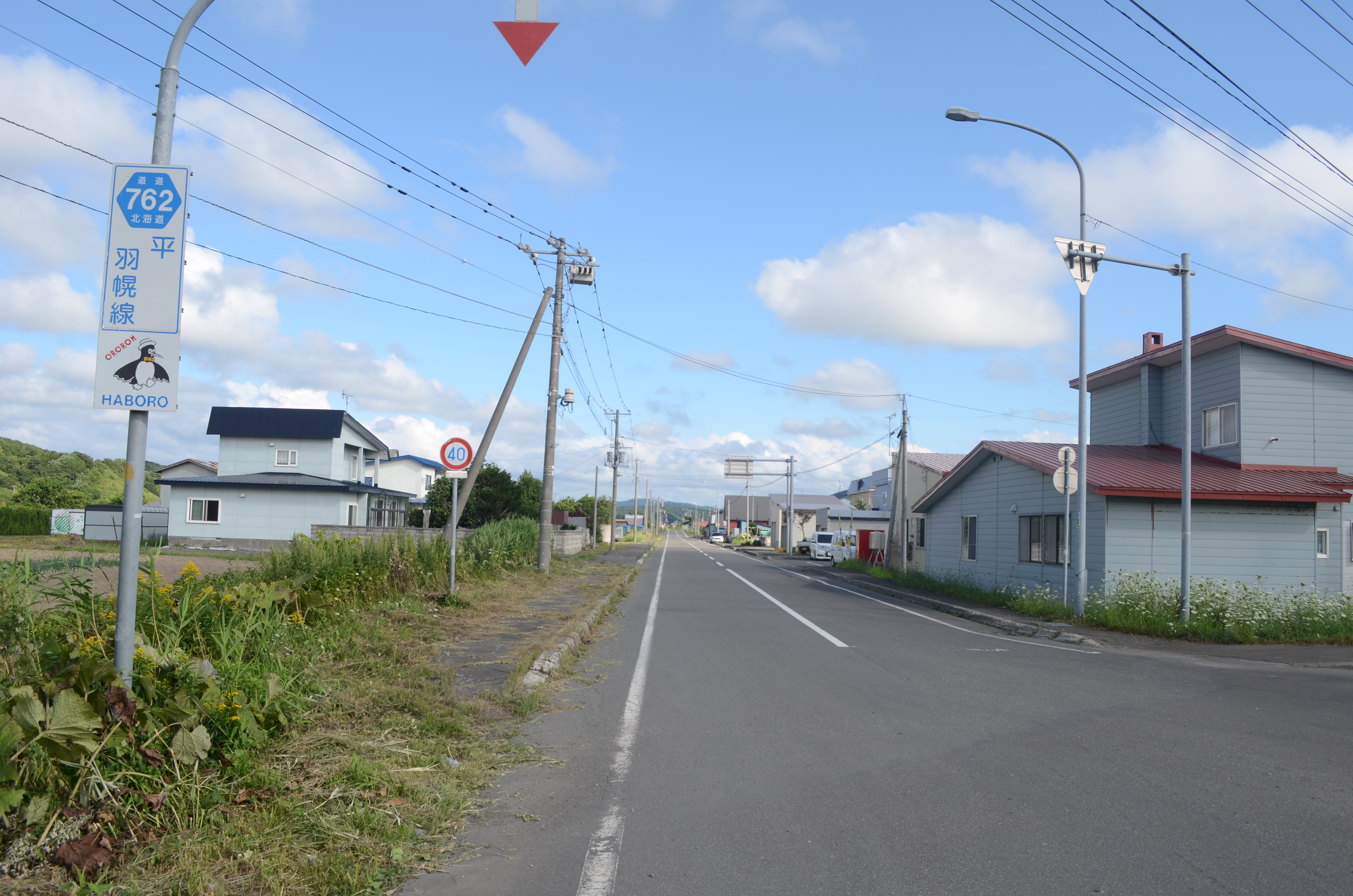
終点より南東を望む

北海道道762号平羽幌線（ほっかいどうどう762ごう たいらはぼろせん）は、北海道苫前郡羽幌町内を結ぶ一般道道（北海道道）である。

## 概要
ほぼ全区間に渡り、羽幌川を挟んで北海道道747号上羽幌羽幌停車場線と並行している。

### 路線データ
- 起点：北海道苫前郡羽幌町字平（北海道道747号上羽幌羽幌停車場線交点）
- 終点：北海道苫前郡羽幌町北町（国道232号交点）
- 総延長：9.453 km
- 実延長：9.421 km
- 重用延長：0.032 km

### 道路管理者
- 留萌振興局 留萌建設管理部 羽幌出張所

## 歴史
- 1974年（昭和49年）3月31日 - 路線認定[1]。

## 路線状況

### 道路施設

#### 主な橋梁
- 中央橋（108 m、羽幌川、羽幌町字平 - 羽幌町字中央）
- 朝日大橋（174 m、羽幌川、羽幌町字朝日）

## 地理

### 通過する自治体
- 留萌振興局
  - 苫前郡羽幌町

### 交差する道路
羽幌町
- 北海道道747号上羽幌羽幌停車場線 - 字平（起点）
- 国道232号 - 北町（終点）